# Baileyton (Tennessee)
Baileyton è un comune degli Stati Uniti d'America, situato nello Stato del Tennessee, nella Contea di Greene.